# Макшеевы
Макшеевы (пол. Makosiej, Mokosiej) — древний дворянский род.
Опричниками Ивана Грозного числились: Борис Александрович, Карп Иванович, Семён, Семён Дорофеевич Макшеевы (1573).
Фамилии Макшеевых, многие Российскому Престолу служили дворянские службы, и жалованы в 1673 и других годах поместьями.
Ветвью рода Макшеевых являются Дичковы, где упомянут Павел Дичков сын Мокшеева (1539/40).

## Описание герба
В щите, имеющем красное поле, между двух золотых Лун, рогами обращённых одна к другой, изображена половина золотого Креста, и под ним означены три золотые же бруска.
Щит увенчан дворянскими шлемом и короной. Нашлемник: три страусовых пера. Намёт на щите красный, подложенный золотом. Герб рода Макшеевых внесён в Часть 3 Общего гербовника дворянских родов Всероссийской империи, стр. 98.

## Известные представители
- Макшеев Иван Иванович — московский дворянин (1629).
- Макшеев Сергей — дьяк (1636).
- Макшеев Иван Матвеевич — московский дворянин (1636).
- Макшеевы: Никита Иванович и Иван Никитич — московские дворяне (1662—1677).
- Макшеев Матвей Иванович — стряпчий (1682).
- Макшеевы: Иван Перфильевич, Михаил Игнатьевич, Андрей Иванович — стольники (1687—1695)[3].

- Макшеев, Александр Васильевич — Георгиевский кавалер; майор; № 5272; 1 декабря 1835.
- Макшеев, Алексей Иванович (1822—1892) — русский генерал, профессор Николаевской академии Генерального штаба.
- Макшеев, Вадим Николаевич (1926—2019) — русский писатель.
- Макшеев, Василий Иванович — Георгиевский кавалер; генерал-майор; № 1298; 26 ноября 1802.
- Макшеев, Владимир Александрович (1843—1901) — актёр.
- Макшеев, Захар Андреевич (1858 — 1935) — военный деятель, генерал от артиллерии.
- Макшеев, Максим Иванович (? — после 1770) — государственный деятель, нижегородский губернатор.
- Макшеев, Пётр Матвеевич — Георгиевский кавалер; капитан 2-го ранга; № 1597; 26 ноября 1804.
- Макшеев, Фёдор Андреевич (1855—1932) — генерал-майор, профессор Николаевской академии Генерального штаба, военный писатель.

- Макшеев - подпоручик 14-й артиллерийской бригады, убит в сражении при Клястицах, Якубове. Катеринове и Сивошине (18 и 19 июля 1812), его имя занесено на стену храма Христа Спасителя в г. Москва[4].